# Konvergenz (Psychologie)
Dieser Artikel wurde auf der Qualitätssicherungsseite des Wikiprojekts Psychologie eingetragen. Dies geschieht, um die Qualität der Artikel aus dem Themengebiet Psychologie zu verbessern. Dabei werden Artikel verbessert oder auch zur Löschung vorgeschlagen, wenn sie nicht den Kriterien der Wikipedia entsprechen. Hilf mit bei der Verbesserung und beteilige dich an der Diskussion im Projekt Psychologie.
Unter Konvergenz wird in der pädagogischen Psychologie ein Prozess verstanden, bei dem sich Mitglieder einer Lerngruppe einander annähern und einstellen, um miteinander und voneinander zu lernen. Diese Konvergenzen können bereits vorhanden sein, oder erst während eines kooperativen Lernprozesses, bei dem zwei oder mehrere Menschen an einem Problem arbeiten, entstehen. Hierbei werden das individuelle und gemeinsame Lernen miteinander vernetzt.
Im Sinne von Piaget befinden sich Teilnehmende einer Gruppe zu Beginn auf einem unterschiedlichen Wissensstand. Die Menge an gemeinsamen Wissen soll durch das Lösen und Interpretieren von Problemsituationen erhöht werden.

## Zum Begriff der Konvergenz
Der Bildungswissenschaftler Jeremy Roschelle führte im Jahr 1992 eine Fallstudie durch, in der zwei Schülerinnen, die Carol und Dana genannt wurden, anhand einer Computersimulation physikalische Phänomene miteinander erforschen sollten. Beide Individuen ähnelten sich sehr stark. Sie waren eng miteinander befreundet, arbeiteten oft zusammen, waren nach Auskunft ihres Chemielehrers eher durchschnittlich begabt und im Bereich der Physik auch eher „Novizinnen“.
Es stellte sich die Frage, wie bei zwei Individuen, die sich so ähnlich sind, neues Wissen entstehen kann, wodurch Konvergenzen zunächst ein Problem darstellen. Trotzdem war der Lernprozess der beiden Schülerinnen erfolgreich. Roschelle kam zu dem Ergebnis, dass Konvergenzen das gemeinsame Lernen in diesem Fall erfolgreich vorantrieben. Dies führte er auf einen Zusammenhang mit der Qualität der Argumentation und der Kommunikation zurück (z. B. Beweisführung durch Argumente). Zudem half die Computersimulation beiden Schülerinnen ihre Hypothesen zu überprüfen. Dadurch konnten Sinnzusammenhänge erkannt werden. Roschelles Fallstudie lieferte einen ersten Versuch der Definition des Begriffs „Konvergenz“ auf und stellte sowohl Chancen als auch Probleme dar. Seine Schilderungen waren jedoch noch sehr allgemein, da sich dies nur auf den reinen Wissenserwerb beschränkte. So wurden beispielsweise noch keine Überlegungen angeführt, wie andere Faktoren, wie z. B. Emotionen oder Prozesse das Lernen beeinflussen. Da sich im Verlauf der weiteren Forschung jedoch zeigte, dass sich Konvergenzen auf viele Bereiche erstrecken ist eine weitere Kategorisierung nötig. Konvergenzen können daher wie folgt unterteilt werden:
- Wissenskonvergenz bezeichnet einen konvergenten Zustand, auf der formalen Ebene „Wissen“. Hierbei geht es darum, wie sich Gruppenmitglieder im Bezug auf ihr Wissen durch soziale Interaktion aufeinander einstellen.[4][5]
- Prozesskonvergenz ist ein Vorgang, bei dem sich Teilnehmende eines kooperativen Lernprozesses durch effektive Koordination gegenseitig beeinflussen und so Teamressourcen genutzt werden.[5]
- Die Ergebniskonvergenz (engl. „Outcome convergence“) bezeichnet den Umfang der geteilten kognitiven Repräsentationen, die aus einem kooperativen Lernprozess entstehen.[5]
- Kognitive Konvergenz (engl. „cognitive convergence“) bezieht sich auf die Organisation, Kommunikation und Wahrnehmung in einem kooperativen Lernprozess und beschreibt damit einhergehende kognitive Aktivitäten, wie z. B. das Fällen von Entscheidungen bzw. das Suchen und/oder Finden eines „Kognitiven Konsenses“, der z. B. eine Übereinkunft der Gruppe bzgl. relevanten Themen und deren Konzeption zur Folge hat. Hierdurch entsteht ein gemeinsames Mentales Modell eines Teams.[6][7][8][9]
- Emotionale Konvergenz soll Vermutungen aufzeigen, wie Konvergenzen und Divergenzen in Bezug auf emotionale Befindlichkeiten einen gemeinsamen Lernprozess beeinflussen. Hierbei geht es nicht um die Frage, ob Gruppenmitglieder miteinander eine gute zwischenmenschliche Beziehung pflegen, sondern inwiefern eine gemeinsame oder unterschiedliche emotionale Einstellung zu einem Thema im Allgemeinen oder zu verschiedenen in einer Gruppenarbeit auftretenden Situationen im Speziellen den Prozess des kooperativen Lernens verbessern oder verschlechtern kann und wie sich eine Gruppe so entsprechend reguliert. Komponenten, wie „Selbst-Regulation“, „Motivation“ und „Strategieentwicklung“ spielen eine entscheidende Rolle[10].[11] Emotionen werden hier auch nicht als relativ dauerhafter Zustand, sondern als kurze Impulse definiert, die sich direkt, zum Beispiel durch Unterbrechung der Handlung auf das Lernen auswirken.[12]

Gruppen können sich hinsichtlich verschiedener Faktoren, wie Emotionen durch Prozesse wie Selbst-Regulation (self-regulation) und Co-Regulation (co-regulation) und eine geteilte Regulation (shared-regulation) selbst regulieren, wodurch eine Aufteilung der Verantwortung für den gesamten Lernprozess entsteht.

## Konvergenzen vs. Divergenzen
In kooperativen Prozessen kommt immer wieder die Frage auf, wie sich Lernende in einer Gruppe gegenseitig im Bezug auf Wissen beeinflussen, also ob diese miteinander konvergieren oder divergieren. Dabei spielen die Begriffe „knowledge equivalence“ und „shared knowledge“ eine Rolle. „Knowledge equaivalence“ bezeichnet das gegenseitige Annähern der Lernpartner im Hinblick auf den Umfang des individuellen Wissens, während „shared knowledge“ das Wissen über dieselben Konzepte des Lernpartners bedeutet. Diese Unterscheidung bezieht sich auf die gesamte zeitliche Spannweite des Arbeitsprozesses, d. h. sowohl davor, als auch währenddessen und danach.
Gruppenmitglieder, die miteinander lernen, ein Problem lösen oder etwas entwerfen, durchlaufen drei Phasen:
In der ersten Phase ist eine Gruppe eher divergent. Mitglieder treffen sich zum gemeinsamen Informationsaustausch.
In der zweiten Phase wird dieser noch divergente Status in einen konvergenten Status überführt, indem man sich zum Beispiel auf eine für die Gruppe zufriedenstellende einheitliche Definition für einen Begriff einigt. Anschließend werden Entscheidungen gefällt, die auf den vorher analysierten gemeinsamen Informationen basieren.